# Trachinotus baillonii
Trachinotus baillonii es una especie de peces de la familia Carangidae en el orden de los Perciformes.

## Morfología
• Los machos pueden llegar alcanzar los 60 cm de longitud total.

## Distribución geográfica
Se encuentra desde el Mar Del América de Cali hasta el sur del Japón y Mangareva.